# (6861) 1991 FA3
A (6861) 1991 FA3 a Naprendszer kisbolygóövében található aszteroida. Henri Debehogne fedezte fel 1991. március 20-án.